# Jüri socken
Jüri socken (estniska: Jüri kihelkond, tyska: Kirchspiel Jürgens) var en socken i det historiska landskapet Harrien (Harjumaa). Socknens kyrkby var Jüri (tyska: Jürgens).